# Jorge Braga de Macedo
Jorge Avelino Braga de Macedo GCIH (Lisboa, Santa Isabel, 1 de dezembro de 1946) é um professor de economia português.

## Biografia
Filho do historiador Jorge Borges de Macedo (1921-1996) e de Branca Rosa Mendonça Braga, e irmão da escritora Branca Braga de Macedo, Jorge Braga de Macedo. frequentou o Liceu Francês (Lyceé Français Charles Lepierre), em Lisboa, após o que ingressou na Faculdade de Direito da Universidade de Lisboa, concluindo a sua licenciatura em 1971. Viajou em seguida para os Estados Unidos da América, onde obteve sucessivamente, na Universidade de Yale, um mestrado em Relações Internacionais, em 1973, outro em Economia, em 1975, e finalmente o doutoramento em Economia, em 1979.
Foi admitido como assistente da Faculdade de Economia da Universidade Nova de Lisboa em 1976, tendo ascendido a professor associado em 1987, e a catedrático em 1996. Desde 1984 é igualmente investigador associado do National Bureau of Economic Research, nos Estados Unidos, e desde 1985, no Center for Economic Policy Research, no Reino Unido.
Além do ensino e da investigação, colaborou no Departamento de Pesquisa do Fundo Monetário Internacional, entre 1978 e 1979, e integrou a Comissão de Reforma Fiscal do Ministério das Finanças, entre 1984 a 1988. Depois de ter sido nomeado, em 1988, para o cargo de director das Economias Nacionais (Direção-Geral dos Assuntos Económicos e Financeiros da Comissão Europeia), o qual exerceu até 1991, assumiu funções como director-geral adjunto do Orçamento. Em 1991, eleito deputado à Assembleia da República, pelo Partido Social Democrata, foi nomeado 107º Ministro das Finanças do XII Governo Constitucional, mantendo-se em exercício até 1993, na sequência da revelação, pelo jornal Expresso, de uma inspeção do Instituto de Financiamento da Agricultura e Pescas (IFADAP), que havia detetado infrações na obtenção de subsídios da União Europeia a favor de familiares do ministro, gestores de uma propriedade agrícola no Alentejo, bem como após ser revelado, também pelo Expresso, que o ministro havia beneficiado de um empréstimo por parte de um banco financiador da atividade agrícola e que um outro subsídio do IFADAP havia sido atribuído a outra propriedade agrícola gerida por uma familiar do ministro, em Ponte de Sor. No PSD foi ainda membro do Conselho de Jurisdição Nacional, de 1992 a 1995. Em 2000, após ter interposto uma queixa-crime contra o jornal O Independente, que mais criticava o ministro pelas notícias divulgadas pelo Expresso, o Tribunal da Relação de Lisboa condenou a sociedade gestora do jornal, o seu diretor, Paulo Portas, e o jornalista autor das notícias, ao pagamento de uma indemnização de dois mil contos, na moeda da época. Ficou provado que a informação recolhida pelo jornal sobre o ministro, junto das fontes consultadas, estava incorreta.
Desde 2002 leciona também no Institut d`Études Politiques em Paris. Foi, de resto, professor convidado na Universidade Agostinho Neto, em Angola, na Universidade de Yale, no Institut Européen d'Administration des Affaires e no Centre Européen d’Education Permanente, ambos em França. Preside ao Grupo Português da Comissão Trilateral, desde 1995, onde promoveu a criação do Fórum Portugal Global. É sócio correspondente da secção de Economia Política da Academia das Ciências de Lisboa, desde 1997. É autor de uma vasta obra bibliográfica, que abrange os domínios da Economia, Ciência Política, Relações Internacionais e Direito.

## Condecorações
A 30 de Janeiro de 2006 foi agraciado com a Grã-Cruz da Ordem do Infante D. Henrique.

## Vida pessoal
É irmão da escritora Branca Braga de Macedo, cunhado do professor António Mendo de Castro Henriques e tio do historiador António Maria Braga de Macedo de Castro Henriques.
Casou em Lisboa, a 30 de Novembro de 1972, com Maria Luísa Sarmento de Almeida Ribeiro (Lisboa, Lapa, 5 de Novembro de 1950), de quem teve um filho João Estevão de Almeida Ribeiro Braga de Macedo (New Haven, Condado de New Haven, Connecticut, 1 de junho de 1977) e uma filha, Maria Ana de Almeida Ribeiro Braga de Macedo (New Haven, Condado de New Haven, Connecticut, 3 de outubro de 1984).